# Dejan Damjanović
Dejan Damjanović (en serbio, Дејан Дамјановић) (Mostar, 27 de junio de 1981) es un exfutbolista montegrino. Jugaba de delantero. Fue internacional con la Selección de Montenegro. Es el máximo goleador de la Liga de Campeones Élite de la AFC con 42 anotaciones. 
Alcanzó su plenitud como futbolista en Corea del Sur, país al que llegó en 2007 como miembro del Incheon United. Un año después fue contratado por el Football Club Seoul, en el que permaneció seis temporadas y con el que ha ganado dos ligas, una copa y distinciones a nivel individual. Es el futbolista extranjero que más goles ha marcado en la liga surcoreana.

## Biografía
Damjanović nació el 27 de junio de 1981 en Mostar, ciudad que actualmente forma parte de Bosnia y Herzegovina. Cuando estalló la guerra de Bosnia su familia se trasladó a Serbia, donde dio sus primeros pasos como deportista.
En 1998 debutó en el F. K. Sinđelić Belgrado, donde disputó 21 encuentros y marcó seis goles en su primera temporada. En el año 2000 fue fichado por el F. K. Železnik, que en aquel entonces jugaba en la Primera Liga de Yugoslavia, pero no gozó de minutos y fue cedido a clubes de inferior categoría. Y en 2003 recaló en las filas del F. K. Bežanija, donde jugó tres temporadas y participó en el ascenso a la máxima categoría. En 2006 fue cedido al Al-Ahli Jeddah de Arabia Saudí, en el que anotó siete tantos en ocho partidos.
Las actuaciones de Damjanović llamaron la atención del Incheon United de la liga surcoreana, que le fichó a comienzos de 2007, durante el parón invernal de la liga serbia, con un contrato por una sola temporada. Aunque su club quedó en novena posición, anotó 16 goles en 24 encuentros y se convirtió en el tercer mayor realizador de la campaña 2007.
En diciembre de 2007 fichó por el Football Club Seoul como agente libre. En la temporada 2008, la primera con su nuevo club, logró 15 goles y 6 asistencias en 29 partidos. En las siguientes campañas mejoró sus números y contribuyó al buen rendimiento del equipo, que se consolidó como uno de los más fuertes del país. Damjanović ganó con ellos dos ligas (2010 y 2012) y una copa de la liga de Corea (2010), mientras que a nivel individual fue máximo goleador en 2011 y 2012, jugador más valioso en 2012, y formó parte del once ideal de la K-League en tres ocasiones consecutivas (2010, 2011 y 2012). También superó el récord de goles anotados por un extranjero, que ostentaba Saša Drakulic con 104 anotaciones.
En enero de 2014 se marchó al Jiangsu Sainty de la Super Liga China, poniendo fin a una etapa de seis años. Siete meses después fichó por el Beijing Guoan, y en 2016 se confirmó su regreso al Football Club Seoul en el que permanecería dos temporadas. Entre 2018 y 2019 jugó para el Suwon Samsung Bluewings de la liga coreana.

### Selección nacional
Damjanović ha sido internacional con la selección de fútbol de Montenegro en 30 ocasiones y ha anotado ocho goles.
Cuando su familia se mudó de Mostar a Belgrado, asumió la nacionalidad serbia. Pero pudo optar también a la nacionalidad montenegrina porque su padre nació en ese país.
Su debut oficial con Montenegro fue el 15 de octubre de 2008, en un partido de clasificación para el Mundial frente a Italia en el estadio Via del Mare de Lecce. Sus primeros dos goles los marcó el 6 de junio de 2009 frente a Chipre.

## Trayectoria

### Clubes
| Club                      | País                | Año       |
| ------------------------- | ------------------- | --------- |
| Sinđelić Belgrado         | Yugoslavia          | 1998-2000 |
| Železnik                  | Yugoslavia          | 2000-2003 |
| Lasta-Sremcica (cesión)   | Yugoslavia          | 2001-2002 |
| Srem Jakovo (cesión)      | Yugoslavia          | 2002-2003 |
| Bežanija                  | Serbia y Montenegro | 2003-2006 |
| Radnicki Beograd (cesión) | Serbia y Montenegro | 2004-2005 |
| Al-Ahli Jeddah (cesión)   | Arabia Saudí        | 2006      |
| Incheon United            | Corea del Sur       | 2007      |
| Football Club Seoul       | Corea del Sur       | 2008-2013 |
| Jiangsu Sainty            | China               | 2014      |
| Beijing Guoan             | China               | 2014-2015 |
| Football Club Seoul       | Corea del Sur       | 2016-2017 |
| Suwon Samsung Bluewings   | Corea del Sur       | 2018-2019 |
| Daegu FC                  | Corea del Sur       | 2020-     |

### Selección nacional
| \| Fecha \| Ciudad \| Local \| Resultado \| Visitante \| Competición \| Goles \| \| ---------- \| ---------- \| --------------- \| --------- \| --------------- \| --------------------------- \| ----- \| \| 15-10-2008 \| Lecce \| Italia \| 2-1 \| Montenegro \| Clasificación Mundial 2010 \| 0 \| \| 06-06-2009 \| Lárnaca \| Chipre \| 2-2 \| Montenegro \| Clasificación Mundial 2010 \| 2 \| \| 05-09-2009 \| Sofía \| Bulgaria \| 4-1 \| Montenegro \| Clasificación Mundial 2010 \| 0 \| \| 09-09-2009 \| Podgorica \| Montenegro \| 1-1 \| Chipre \| Clasificación Mundial 2010 \| 0 \| \| 10-10-2009 \| Podgorica \| Montenegro \| 2-1 \| Georgia \| Clasificación Mundial 2010 \| 0 \| \| 14-10-2009 \| Dublín \| Irlanda \| 0-0 \| Montenegro \| Clasificación Mundial 2010 \| 0 \| \| 03-03-2010 \| Skopie \| Macedonia \| 2-1 \| Montenegro \| Amistoso \| 0 \| \| 17-11-2010 \| Podgorica \| Montenegro \| 2-0 \| Azerbaiyán \| Amistoso \| 0 \| \| 02-09-2011 \| Cardiff \| Gales \| 2-1 \| Montenegro \| Clasificación Eurocopa 2012 \| 0 \| \| 07-10-2011 \| Podgorica \| Montenegro \| 2-2 \| Inglaterra \| Clasificación Eurocopa 2012 \| 0 \| \| 11-10-2011 \| Basilea \| Suiza \| 2-0 \| Montenegro \| Clasificación Eurocopa 2012 \| 0 \| \| 11-11-2011 \| Praga \| República Checa \| 2-0 \| Montenegro \| Clasificación Eurocopa 2012 \| 0 \| \| 15-11-2011 \| Podgorica \| Montenegro \| 0-1 \| República Checa \| Clasificación Eurocopa 2012 \| 0 \| \| 29-02-2012 \| Podgorica \| Montenegro \| 2-1 \| Islandia \| Amistoso \| 0 \| \| 07-09-2012 \| Podgorica \| Montenegro \| 2-2 \| Polonia \| Clasificación Mundial 2014 \| 0 \| \| 11-09-2012 \| Serravalle \| San Marino \| 0-6 \| Montenegro \| Clasificación Mundial 2014 \| 0 \| \| 16-10-2012 \| Kiev \| Ucrania \| 0-1 \| Montenegro \| Clasificación Mundial 2014 \| 1 \| \| 22-03-2013 \| Chisináu \| Moldavia \| 0-1 \| Montenegro \| Clasificación Mundial 2014 \| 0 \| \| 26-03-2013 \| Podgorica \| Montenegro \| 1-1 \| Inglaterra \| Clasificación Mundial 2014 \| 1 \| \| 07-06-2013 \| Podgorica \| Montenegro \| 0-4 \| Ucrania \| Clasificación Mundial 2014 \| 0 \| \| 06-09-2013 \| Varsovia \| Polonia \| 1-1 \| Montenegro \| Clasificación Mundial 2014 \| 1 \| \| 11-10-2013 \| Londres \| Inglaterra \| 4-1 \| Montenegro \| Clasificación Mundial 2014 \| 1 \| \| 15-10-2013 \| Podgorica \| Montenegro \| 2-5 \| Moldavia \| Clasificación Mundial 2014 \| 0 \| \| Total \| \| Presencias \| 21 \| \| Goles \| 6 \| |            |                 |           |                 |                             |       |
| Fecha | Ciudad     | Local           | Resultado | Visitante       | Competición                 | Goles |
| 15-10-2008 | Lecce      | Italia          | 2-1       | Montenegro      | Clasificación Mundial 2010  | 0     |
| 06-06-2009 | Lárnaca    | Chipre          | 2-2       | Montenegro      | Clasificación Mundial 2010  | 2     |
| 05-09-2009 | Sofía      | Bulgaria        | 4-1       | Montenegro      | Clasificación Mundial 2010  | 0     |
| 09-09-2009 | Podgorica  | Montenegro      | 1-1       | Chipre          | Clasificación Mundial 2010  | 0     |
| 10-10-2009 | Podgorica  | Montenegro      | 2-1       | Georgia         | Clasificación Mundial 2010  | 0     |
| 14-10-2009 | Dublín     | Irlanda         | 0-0       | Montenegro      | Clasificación Mundial 2010  | 0     |
| 03-03-2010 | Skopie     | Macedonia       | 2-1       | Montenegro      | Amistoso                    | 0     |
| 17-11-2010 | Podgorica  | Montenegro      | 2-0       | Azerbaiyán      | Amistoso                    | 0     |
| 02-09-2011 | Cardiff    | Gales           | 2-1       | Montenegro      | Clasificación Eurocopa 2012 | 0     |
| 07-10-2011 | Podgorica  | Montenegro      | 2-2       | Inglaterra      | Clasificación Eurocopa 2012 | 0     |
| 11-10-2011 | Basilea    | Suiza           | 2-0       | Montenegro      | Clasificación Eurocopa 2012 | 0     |
| 11-11-2011 | Praga      | República Checa | 2-0       | Montenegro      | Clasificación Eurocopa 2012 | 0     |
| 15-11-2011 | Podgorica  | Montenegro      | 0-1       | República Checa | Clasificación Eurocopa 2012 | 0     |
| 29-02-2012 | Podgorica  | Montenegro      | 2-1       | Islandia        | Amistoso                    | 0     |
| 07-09-2012 | Podgorica  | Montenegro      | 2-2       | Polonia         | Clasificación Mundial 2014  | 0     |
| 11-09-2012 | Serravalle | San Marino      | 0-6       | Montenegro      | Clasificación Mundial 2014  | 0     |
| 16-10-2012 | Kiev       | Ucrania         | 0-1       | Montenegro      | Clasificación Mundial 2014  | 1     |
| 22-03-2013 | Chisináu   | Moldavia        | 0-1       | Montenegro      | Clasificación Mundial 2014  | 0     |
| 26-03-2013 | Podgorica  | Montenegro      | 1-1       | Inglaterra      | Clasificación Mundial 2014  | 1     |
| 07-06-2013 | Podgorica  | Montenegro      | 0-4       | Ucrania         | Clasificación Mundial 2014  | 0     |
| 06-09-2013 | Varsovia   | Polonia         | 1-1       | Montenegro      | Clasificación Mundial 2014  | 1     |
| 11-10-2013 | Londres    | Inglaterra      | 4-1       | Montenegro      | Clasificación Mundial 2014  | 1     |
| 15-10-2013 | Podgorica  | Montenegro      | 2-5       | Moldavia        | Clasificación Mundial 2014  | 0     |
| Total |            | Presencias      | 21        |                 | Goles                       | 6     |

## Palmarés
| Título                   | Club        | País          | Año  |
| ------------------------ | ----------- | ------------- | ---- |
| K-League                 | F. C. Seoul | Corea del Sur | 2010 |
| Copa de la Liga de Corea | F. C. Seoul | Corea del Sur | 2010 |
| K-League                 | F. C. Seoul | Corea del Sur | 2012 |